# Cavalleria rusticana (film 1939)
Cavalleria rusticana è un film del 1939 diretto da Amleto Palermi.
Il soggetto è tratto dall'omonima novella (1884) e dalle Novelle rusticane (1883) di Giovanni Verga.

## Trama
Sicilia, 1880. Terminato il servizio militare, Turiddu torna al suo paese e scopre che Lola da lui un tempo corteggiata ha sposato un carrettiere benestante. Tra i due continua a esserci una forte attrazione. Turiddu intreccia però una relazione con Santuzza, figlia di un ricco agricoltore presso il quale il giovane ha trovato lavoro. Il giorno di Pasqua, scoperto che il suo fidanzato ha una relazione con la moglie del carrettiere, Santuzza, folle di gelosia, corre a informare del fatto il marito della donna. Il carrettiere sfida Turiddu a un duello rusticano e lo uccide a coltellate.

## Distribuzione
Il film venne distribuito nel circuito cinematografico italiano il 24 ottobre del 1939.

## Accoglienza

### Critica
- "Un bel film. La prima lode va a chi ha preparato trama e spettacolo così da far dimenticare che esiste una Cavalleria di Mascagni [...] L'altra lode è l'aver diviso i due tempi, nettamente: nel primo qualche accenno all'antefatto, un fresco abbozzo dei personaggi [...] molto colore, tutto il folklore siciliano, della Sicilia del 1880, dalla novella enno dall'atto unico velocissimo e convulso [...]; nel secondo tempo la tragedia [...] fino al duello fra Alfio e Turiddu. E questo è il terzo merito del film: d'avere, fin dove è stato possibile, rispettato il dialogo scritto da Verga. Rivivono, pittoreschi e vivissimi, i costumi popolari, le processioni, i pellegrinaggi, le carrettelle, le bardature, i gioielli, le musiche, i canti [...] In conclusione, un film italiano come pochi [...]" (Ugo Ojetti, Film, 4 novembre 1939)
- !Nella prima parte del film, si sente il calore delle stagioni, la pietra nuda delle rocce, l'arsura appena ventilata del paesaggio meridionale, la vampa accecante del sole, le bianche strade polverose sulle quali risuonano gli zoccoli dei cavalli bardati di tutto punto e attaccati alle caratteristiche carrettelle siciliane: cui contrasta [...] il cartone ed il legno della seconda parte dove voci e passi risuonano come sul palcoscenico, sotto la luce falsa dei riflettori!. (Adolfo Franci, L'Illustrazione Italiana, n. 48, 26 novembre 1939)

## Curiosità
- Pietro Mascagni negò l'utilizzo della partitura da lui composta. Le musiche e le canzoni, curate da Alessandro Cicognini, furono tratte dal patrimonio folkloristico siciliano e liberamente arrangiate. Così affermò Pietro Mascagni in un'intervista: "Ci sono già state troppe polemiche. E non c'era niente da polemizzare. Avevano chiesto la mia musica per il film Cavalleria: ho risposto di no. È tutto qui. Il film musicale non dev'essere un'opera filmata. L'opera è fatta solo per il teatro. Bisognerebbe fare della musica per il cinematografo, non copiare il palcoscenico. E allora si avrebbe il film lirico: che manca ancora".[1]
- Nel novembre 1939 la rivista Cinema indisse un referendum tra i suoi lettori: "Quale film italiano dal 1930 ad oggi vi è piaciuto di più?". Vinse Cavalleria rusticana.
- Per la scena della processione vennero usati come figuranti i confrati della confraternita di Santa Caterina d'Alessandria di Paternò, che portano a spalle la statua di san Vincenzo, uscendo dalla chiesa madre di Santa Maria dell'Alto.